# القوافل القطبية في الحرب العالمية الثانية
القوافل القطبية في الحرب العالمية الثانية عبارة عن قوافل تجارية أبحرت من المملكة المتحدة وأيسلندا وأمريكا الشمالية إلى الأجزاء الشمالية من الاتحاد السوفيتي وخاصة أرخانغلسك ومورمانسك الواقعتين حاليا في روسيا، حيث تم تسيير 78 قافلة خلال الفترة بين أغسطس 1941 ومايو 1945 على الرغم من توقف تسيير القوافل لفترتين زمنيتين؛ الأولى بين يوليو وأغسطس 1942 والثانية بين مارس ونوفمبر 1943 وذلك في إبحارها في المحيطين الأطلسي والقطبي الشمالي.
من جانبها قامت 1,400 سفينة تجارية بتسليم بضائع حيوية للاتحاد السوفيتي من خلال برنامج قانون الإعارة والتأجير، حيث قامت سفن تابعة للبحرية الملكية البريطانية والبحرية الملكية الكندية والبحرية الأمريكية بحماية السفن التجارية، وفي تلك الأثناء عانت قوات الحلفاء من خسائر في القطع البحرية قُدرت بخمسة وثمانين سفينة تجارية علاوة على ستة عشر قطعة بحرية (طرادان وست مدمرات وثمانية سفن أخرى) في حين فقدت الكريغزمارين الألمانية عددا من القطع البحرية من ضمنها بارجة وثلاث مدمرات وثلاثين يو-بوت على الأقل بالإضافة إلى عدد كبير من الطائرات.

## وصلات خارجية
- London Gazette CONVOYS TO NORTH RUSSIA, 1942
- Allies and Lend-Lease Museum, Moscow
- MOD veterans' agency
- German account of Rösselsprung
- Soviet account on the war in Arctic and the convoys by Admiral Nikolai Gerasimovich Kuznetsov
- Naval History.net
- The Quiet Courage of Chief Steward Horace Carswell DSM, MM, BEM during Convoy PQ.17
- Coxswain Sid Kerslake of armed trawler "Northern Gem" and the Russian Convoys
- Convoy PQ.17, a primary source diary and supporting material by Jack Bowman, ERA aboard HMS La Malouine.
- Lend-Lease, Northern Convoys from the Voice of Russia website
- The Norwegian Merchant Fleet
- Newsreel video of HMS Scylla fighting the Luftwaffe while protecting convoy PQ18
- Royal Canadian Navy in the Second World War